# Liceo ginnasio statale Marco Minghetti
Il liceo ginnasio statale Marco Minghetti è un liceo classico della città di Bologna fondato nel 1898.

## Storia
La fondazione del liceo ginnasio Marco Minghetti fu richiesta dalla cittadinanza bolognese a causa dell'espansione demografica della città a nord e ad ovest e per l'eccessiva popolazione scolastica del liceo Luigi Galvani, ai tempi l'unico esistente nella città. A seguito di tali esigenze, l'allora ministro della pubblica istruzione, Giovanni Codronchi, fece istituire presso la sede del liceo Galvani una sezione distaccata con otto classi, dotata di una presidenza autonoma. Il liceo ginnasio fu in seguito intitolato allo statista bolognese Marco Minghetti con decreto regio pubblicato sul bollettino ufficiale del 29 dicembre 1898. La sede fu dunque posta nel palazzo Tanari, in via Avesella, fino al 1908, poi, dall'11 gennaio 1909, il liceo fu stabilmente collocato presso palazzo Lambertini-Taruffi. Durante la prima guerra mondiale i locali del liceo furono adibiti ad ospedale militare e le lezioni si tennero presso il Galvani; viceversa, nel corso della seconda guerra mondiale, avvenne l'opposto poiché il Galvani fu requisito dall'ospedale Carlo Alberto Pizzardi.
Dal 1912 al 1923 l'ente ha ospitato una sezione del liceo moderno. Con la riforma Bottai e l'istituzione della scuola media si ebbe il distacco del ginnasio inferiore e l'istituzione della scuola media Gian Battista Gandino, situata al piano terra di palazzo Lambertini-Taruffi, con entrata da via Maggia e palestre in comune.
Nel corso degli anni novanta si rese indispensabile un intervento di recupero e restauro ai fini della riqualificazione del palazzo Lambertini-Taruffi e la conseguente apertura di una sede in vicolo Stradellaccio. Il primo lotto restaurato fu inaugurato il 16 settembre 1995 con l'apertura di diciassette aule, assegnate al ginnasio, ricavate nell'edificio storico, mentre le rimanenti furono rese gradualmente disponibili dal 1º settembre 1996 sino alla primavera del 1997.

## Struttura
La struttura consta di una sede principale, in via Nazario Sauro, e due succursali site in vicolo Stradellaccio e in via Ca' Selvatica. La sede centrale di via Nazario Sauro consiste nel palazzo cinquecentesco Lambertini-Taruffi. La sede di vicolo Stradellaccio è stata ricavata da ambienti non più utilizzati dell'adiacente istituto Pier Crescenzi-Pacinotti rispettivamente nel 1996 e nel 2017. A causa della Pandemia di COVID-19, per il solo anno scolastico 2020/21 è stata ricavata una sede nel padiglione 34 della Fiera di Bologna. Dall'anno scolastico 2021/2022 alcune classi del Liceo Minghetti sono ubicate al terzo piano di via Ca' Selvatica 9.
Presso la sede centrale, lungo lo scalone d'onore, trova posto una lapide marmorea che ricorda gli allievi e i professori – una quarantina – che persero la vita durante i due conflitti mondiali.

## Associazione dei Minghettiani
Nel 1995 fu fondata l'Associazione dei Minghettiani con lo scopo di recuperare la memoria storica del liceo. Essa, negli anni, ha promosso la pubblicazione di un annuario in occasione del centenario, l'attività teatrale, la realizzazione di un museo scientifico dedicato agli antichi strumenti di laboratorio ritrovati nei depositi dell'istituto e finanziato il restauro di arredi e carte geografiche storiche presenti nell'edificio.